# Snorri Kristjansson
Snorri Hergill Kristjansson (Reykjavík, 1974) è uno scrittore islandese.

## Biografia
Nato nella capitale islandese, si è poi trasferito nel 1983 in Norvegia, dove ha vissuto per sette anni. Abita a Londra dal 2005, e i suoi libri (finora tutti inediti in Italia) sono editi dalla Jo Fletcher Books nel Regno Unito e dalla Quercus Books negli Stati Uniti.

## Opere

### SerieValhalla
1. Swords of Good Men (2013)
2. Blood Will Follow (2014)
3. Path of Gods[1] (2015)

I tre libri sono anche raggruppati in un unico libro omnibus, uscito nel 2018.

### SerieHelga Finnsdottir
1. Kin (2018)
2. Council (2019)